# Mare de Déu del gran duc
Mare de Déu del gran duc (en italià Madonna del granduca) és una pintura a l'oli realitzada per Rafael el 1505 i actualment exposada al Palau Pitti, Galeria Palatina, a Florència.

## Descripció
En aquest quadre la Verge Maria està representada dempeus, amb un vestit vermell i un mantell blau mentre té en braços el Nen Jesús sobre un fons negre.
A través d'algunes radiografies s'ha descobert que en principi a l'esquena de la Verge, a la seva esquerra, s'obria una finestra en forma d'arc que donava a un paisatge, mentre que l'alçada de Maria ve donada per un seient de pedra.

## Història
Probablement va ser pintada l'any 1505, poc després que Rafael arribés a Florència. La influència de Leonardo da Vinci, les obres del qual va aconseguir conèixer allà, pot veure's en l'ús de l'esfumat.
La primera notícia que es té d'aquest quadre és del 23 de novembre de 1799 quan el director de la Galeria dels Uffizi va escriure al gran duc Ferran III que havia adquirit aquesta obra d'un comerciant de Florència. Va intervenir el duc i pocs mesos després la tela va entrar a formar part de la col·lecció del palau Pitti. Per haver pertangut a Ferran III, gran Duc de Toscana, se la coneix com la Mare de Déu del gran Duc.